# Northanger Abbey
Northanger Abbey é um romance da escritora inglesa Jane Austen, publicado postumamente em dezembro de 1817, e escrito entre 1798 e 1799, inicialmente intitulado Susan. A obra descreve a vida social em Bath, que Jane Austen conhecera em 1797, e parodia os romances góticos, muito apreciados na época: sua heroína, a jovem Catherine Morland, que imagina suas aventuras sombrias em antigos castelos ou mosteiros de arquitetura gótica, acredita que pode viver um desses sonhos quando é convidada a permanecer na Abadia de Northanger. Um romance se desenvolve entre ela e Henry Tilney, o filho do proprietário do lugar.
O confronto das ideias românticas de Catherine e a realidade, durante suas discussões com Henry Tilney e Eleanor, a irmã dele, faz com que pouco ela ultrapasse a adolescência, o que pode ter transformado “Northanger Abbey” em um romance de aprendizagem.
Além das características estilísticas de Jane Austen (ironia, discurso indireto livre) e o aspecto de paródia da obra, há também a crítica aos romances góticos no tocante à sua influência na imaginação fértil de meninas jovens, assim como uma defesa incondicional dos romances em geral, que na época eram principalmente escritos por mulheres e considerados um gênero de segunda categoria.

## Elaboração da obra

### Título inicial
Northanger Abbey fora o primeiro romance de Jane Austen que ficara totalmente pronto para a publicação após a finalização de sua redação, entre 1798 e 1799, segundo sua irmã Cassandra Austen. No entanto, ela também trabalha, em 1796, em First Impressions, a primeira versão de Pride and Prejudice. Quanto a Sense and Sensibility, ela começa uma primeira versão em 1795, provavelmente um romance epistolar, conforme relatado pela tradição familiar e, portanto, bastante diferente da versão finalmente publicada.
Jane Austen, até por volta dos 23 ou 24 anos, morou na casa de sua família em Steventon, para onde fora após seu nascimento. Em 1797, faz uma viagem a Bath, uma importante cidade histórica. O romance fora intitulado inicialmente Susan, e alguns estudiosos viram aí uma referência ao conto para crianças, “Simple Susan”, escrita por Maria Edgeworth para sua coleção de contos de 1796, The Parent's Assistant.
Em 1802, a autora faz uma pequena correção, para evocar o romance de Maria Edgeworth, Belinda, lançado no ano anterior.
Anunciado como tendo sido redigido em 1816, fora, porém, totalmente concluído e pronto para ser publicado em 1803. Nesse ano, o editor londrino Benjamin Crosby comprara os direitos sobre o livro por dez libras esterlinas e anunciara a publicação, que não ocorreu. Seis anos depois, Jane – que então lhe escreve sob o pseudônimo de Mrs. Ashton Dennis – lhe pede pelo correio uma nova cópia do manuscrito, pois o primeiro se perdera, ameaçando entrar em contacto com um novo editor caso ele nada fizesse. Crosby apenas responde que, nesse caso, ele iria enfrentar este editor e se mostra disposto a retroceder dos direitos pelo preço inicial de 10 libras. Na época, este montante parece alto demais para Jane Austen, não tendo ainda nada sido publicado.
Após a publicação de Emma, porém, em dezembro de 1815, a romancista resolve esta questão, por 10 libras, através de seu irmão Henry Austen. Ela prevê a publicação, em 1816, mudando o título para “Catherine” e escrevendo uma pequena nota, onde expressa seu espanto pela não publicação anterior por Crosby e o receio de que, "treze anos depois de sua conclusão", o romance tenha se tornado obsoleto.

### Título definitivo e publicação
Após a morte de Jane Austen, que ocorre em 18 de julho de 1817, seu irmão Henry Austen faz publicar o romance, no final de dezembro de 1817 (a data de 1818, na página de título, resulta dos inúmeros desencontros e confusões acerca da publicação), e o título é mudado, provavelmente por Henry Austen, para Northanger Abbey. Talvez assim evocaria os romances góticos, em voga na época, apresentando castelos misteriosos.
No entanto, hoje se supõe que Jane Austen tenha abandonado o título original “Susan”, inspirado em The Parent's Assistant, já em 1809, após o surgimento de uma novela anônima com o mesmo nome. Sem dúvida com algum pesar, pois acabaria usando o nome da heroína de Maria Edgeworth, Susan, em Mansfield Park, onde é a irmã mais nova de Fanny Price, a heroína do romance.
A questão de quanto mudou o romance após o manuscrito vendido a Crosby fica sem resposta. No entanto, Brian Southam, um dos principais especialistas em crítica austeniana, acha que a autora pode ter feito mudanças significativas em seu trabalho em 1816, mas dificilmente está em concordância com outros especialistas, que defendem poucas modificações após 1803, por diversas passagens no texto que claramente se referem a eventos anteriores a esta data. E os muitos romances citados no texto, todos foram publicados antes de 1800, com exceção de duas referências a obras de Maria Edgeworth, publicada em 1800 e 1801.

### Biografia da autora
A publicação em 1818 de Northanger Abbey e de Persuasion é prefaciada por uma Biographical Notice of the Author. Escrita por Henry Austen e datada de 13 de dezembro de 1817, mais de 5 meses após a morte da irmã, essa observação teve grande importância mediante seu caráter hagiográfico: é a primeira homenagem calorosa para a mulher e escritora, trazendo a público informações sobre sua vida e seus últimos momentos, sua personalidade, seus gostos, sua leitura favorita, ou mesmo a forma como ela via suas obras.
É também a primeira apresentação de Jane Austen como autora e principalmente autora digna de inclusão em uma biblioteca, "ao lado de uma Fanny Burney (Madame DArblay)" e de uma “Maria Edgeworth”, ainda que sua reserva natural e suas dúvidas sobre o seu próprio talento a tenham levado a preservar o mais possível o seu anonimato. Este registro, este anonimato de elevação e a promoção do público, continuaram a ser os únicos dados biográficos disponíveis da autora por mais de cinquenta anos, até que foi publicada, em 1870, “A Memoir de Jane Austen”, primeira biografia escrita por seu sobrinho, James Edward Austen-Leigh.

## Enredo

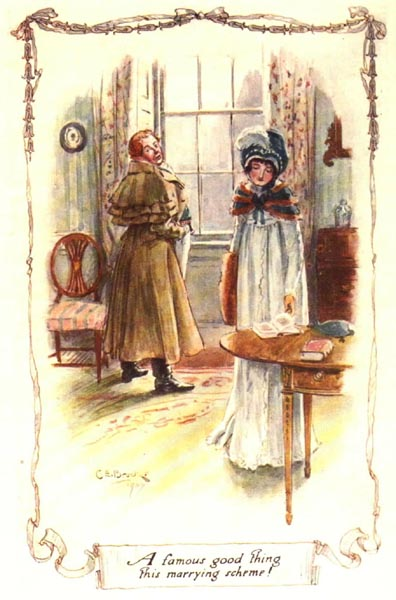
John Thorpe conversa com Catherine Morland (Ilustração colorida para a edição de 1907 de Northanger Abbey, C. E. Brock, falecido em 1938).

O livro apresenta a personagem Catherine Morland, a quarta dos dez filhos de um clérigo de condições financeiras razoáveis, que mora em um vilarejo em Wiltshire. Catherine é descrita como uma jovem normal, sem grandes talentos e nada em especial que chame a atenção sobre si. Entre os 15 e 17 anos, lera todos os livros sobre heroínas que lhe fora possível, e isso era tudo o que conhecera da vida. 

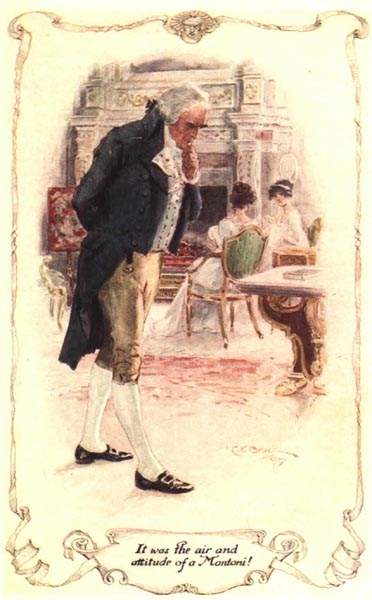
Catherine compara o General Tilney com Montoni, o herói de The Mysteries of Udolpho, de Ann Radcliffe (Ilustração para a edição de 1907 de Northanger Abbey, C. E. Brock.

 Mas, não havia ao seu redor nenhum jovem que lhe pudesse despertar a sensibilidade e a paixão, e nenhuma chance de transformar sua história de acordo com seus sonhos. O capítulo destaca, porém, que, quando se é fadada a ser uma heroína, o destino acaba intervindo, e Catherine é convidada a acompanhar o Sr. e a Sra. Allen, donos da mais valiosa propriedade local, em uma viagem para Bath, onde passarão um tempo para o tratamento da gota do Sr. Allen.
Em Bath, Catherine é introduzida na sociedade, e conhece o jovem Henry Tilney, por quem se interessa. Nesse entremeio, conhece Isabella Thorpe, que recebe a corte do irmão de Catherine, James, e que se torna sua amiga, e o jovem John Thorpe, irmão de Isabella, que se interessa por Catherine, sem ser correspondido.
Catherine aos poucos se apaixona por Henry Tilney, e aproxima-se da irmã dele, Eleanor, com quem faz amizade. Após conhecer o pai e o irmão de Henry, é convidada pela família Tiney para ficar um tempo em sua propriedade, a Abadia de Northanger. Antes de ir, toma conhecimento de que James deseja casar com Isabella, tendo ido pedir consentimento para os pais, mas percebe algum entrosamento entre Isabella e o irmão de Henry, Frederick.
Em Northanger, Catherine interessa-se pelos pretensos segredos da abadia, e é bem tratada pelo pai de Henry, o General Tilney. Catherine se impressiona tanto com a semelhança do lugar e o cenário de seus livros que acaba confundindo a realidade com a fantasia. Lá, recebe uma carta de James, relatando o fim do noivado com Isabella por conta do interesse dela por Frederick, e perde a consideração que tinha pela amiga.
Repentinamente, Catherine é induzida a sair da propriedade e voltar para casa, a pedido do General, que parece ter se aborrecido com ela, sem motivo aparente.
Em casa, após alguns dias, recebe a visita de Henry, que veio pedi-la em casamento, e esclarece que o pai a desconsiderara por sabê-la pobre. Anteriormente, o pai fora informado por John Thorpe que Catherine era abastada, daí o interesse que demonstrara, baseado em uma falsa expectativa. Ao saber a verdade, porém, o pai a desprezara. Henry não compartilha a mesma ideia do pai, e a pede em casamento, sendo aceito. Posteriormente, o general Tilney volta atrás, e tudo tem um final feliz.

## Personagens

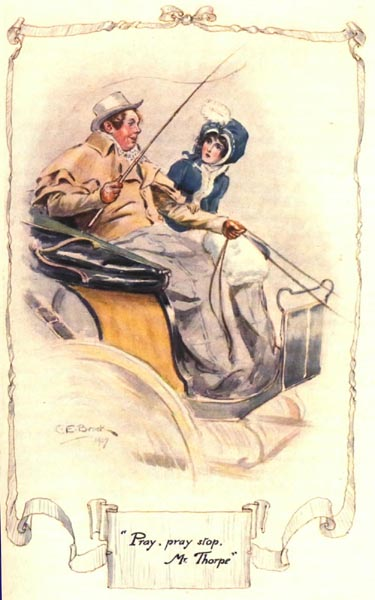
Catherine Morland conduzida por John Thorpe (Ilustração colorida para a edição de 1907 de Northanger Abbey, C. E. Brock.

- Catherine Morland: jovem e ingênua filha de um clérigo de Wiltshire, afeita a leituras góticas, que vai a Bath para ser introduzida na vida social. Ingênua e cheia de imaginação, vai aos poucos compreendendo o mundo que a rodeia.
- Richard Morland: pai de Catherine.
- Sra. Morland: mãe de Catherine.
- Sr. Allen: proprietário vizinho dos Morland, um homem sensato e discreto, que vai a Bath para tratar de sua gota.
- Sra. Allen: proprietária vizinha dos Morland, uma mulher comum, sem grandes atrativos, sem filhos, mas sendo afeiçoada a Catherine a leva para passar uns dias em Bath, e a ajuda a ser introduzida na sociedade.
- Henry Tilney: pastor, sarcástico e inteligente, mas também simpático e bondoso, desperta o interesse de Catherine desde quando se conhecem. Bem educado, mas um tanto sarcástico, conduz Catherine para a percepção do mundo e das pessoas que a cercam.
- Sra. Thorpe: antiga amiga de escola da Sra. Allen, reencontra-a quando visitam Bath. Mãe de Isabella e John.
- Isabella Thorpe: jovem filha da Sra. Thorpe, irmã de John Thorpe, torna-se grande amiga de Catherine, e é cortejada pelo irmão dessa, James. Um tanto inconsequente, aceita a corte de Frederick Tilney, após saber que o casamento com James não a tornará tão abastada.
- James Morland: irmão de Catherine, torna-se amigo de John Thorpe em Oxford, e é apaixonado pela irmã do amigo, Isabella.
- John Thorpe: jovem irmão de Isabella, corteja Catherine. Rude e inconveniente, acredita e espalha a história de que Catherine é rica, sendo o motivo pelo qual o General Tilney cria a ideia errônea de sua fortuna.
- Eleanor Tilney: sensível irmã de Henry, torna-se aos poucos amiga de Catherine. Discreta e reservada, contrasta com a expansividade de Isabella.
- General Tilney: pai de Henry, Eleanor e Frederick, viúvo, apresenta grande consideração por Catherine, acreditando, porém, que ela é rica. Mais tarde, Catherine percebe que sua consideração era por interesse num casamento abastado para Henry.
- Capitão Frederick Tilney: irmão de Henry e Eleanor, interessa-se por Isabella Thorpe, porém tem consciência de que seu pai jamais aceitará um casamento com uma mulher de condições inferiores.

## Influências
Austen recebeu a influência de vários autores, em especial de três romancistas.

### Fanny Burney

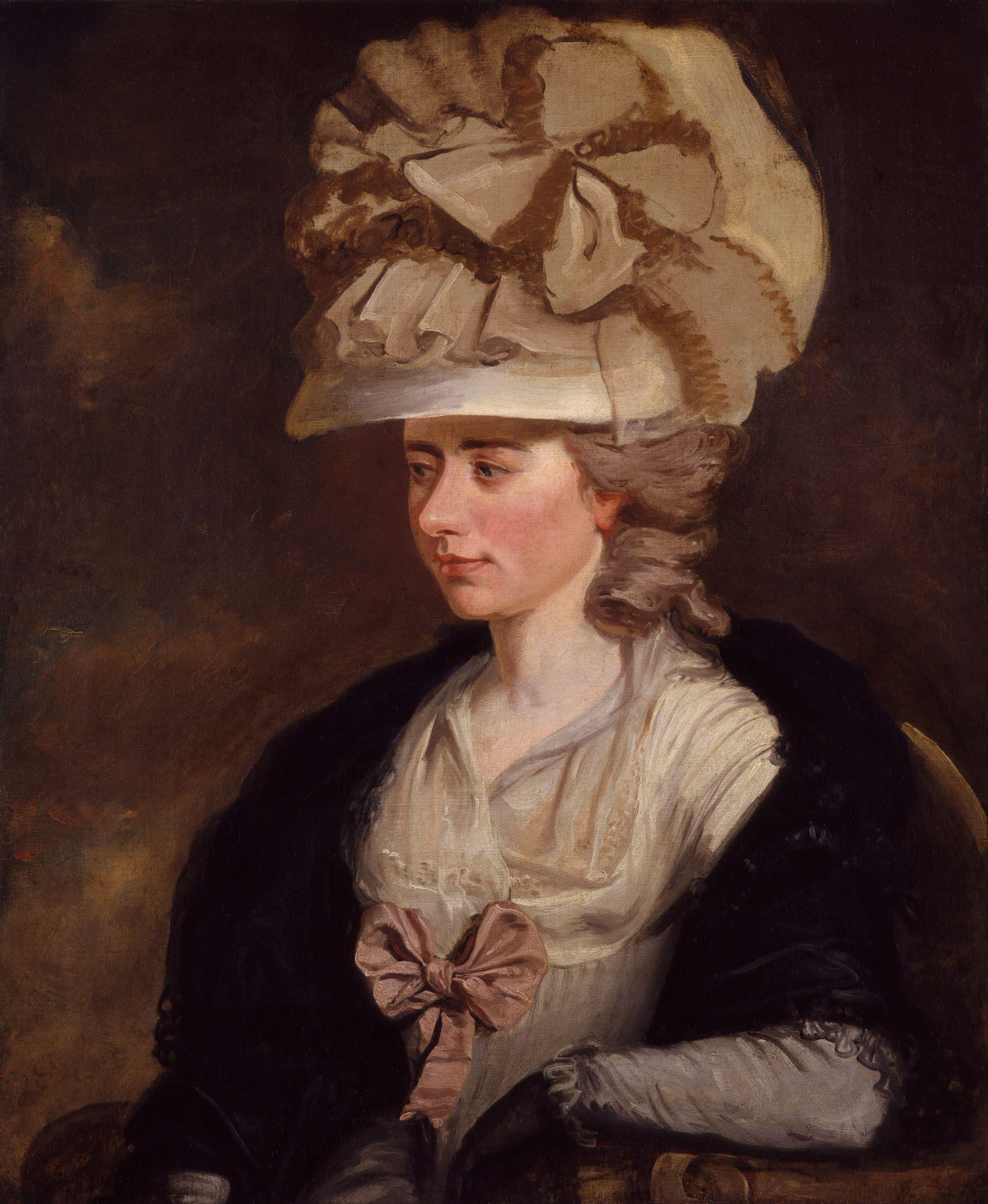
Retrato de Fanny Burney, pioneira do «discurso indireto livre». Pintura de Edward Francisco Burney, 1784-1785.

Este romance teve, sem dúvida, a influência de Fanny Burney, romancista preferida de Jane Austen, mais marcadamente em Northanger Abbey. Como em Evelina (1778), a obra se passa em Bath; como em Cecilia (1782), o herói pertence a uma família aristocrática; mas certamente é a Camilla, escrito em 1796, que Jane Austen tinha conhecido antes da sua publicação, que Northanger Abbey mais deve.
Certamente é de Camilla Tyrold, heroína do romance, que Catherine Morland deve muitos de seus traços. Como a Camilla é tutelada pelo seu tio Sir Hugh Tyrold, Catherine é confiada aos cuidados da Sra. Allen, o que lhe renderia alguns problemas mais tarde. Por outro lado, é encontrado também em Camilla um mentor, como Henry Tilney para Catherine, na pessoa de Edgar Mandelbert, e uma bela jovem, Indiana, cujos defeitos naturais realçam as qualidades de Camilla, como ocorre com Isabella Thorpe e Catherine Morland.

### Maria Edgeworth

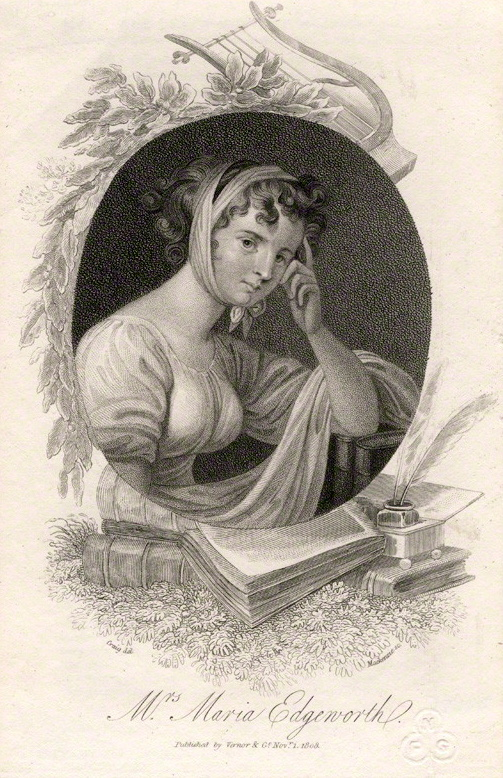
Gravura de Mackenzie representando Maria Edgeworth, citada por William Marshall Craig (1808).

A influência de Maria Edgeworth se observa também em Northanger Abbey, especialmente seu romance de 1801, Belinda. Mas é especialmente com sua coleção de contos de fadas para crianças, The Parent's Assistant, inspirado em fábulas francesas e contos árabes, que Maria Edgeworth está presente no romance de Jane Austen. Além de Belinda, em sua revisão de “Susan”, em 1802, a segunda edição foi enriquecida com novas histórias, da coleção de Maria Edgeworth.

### Ann Radcliffe

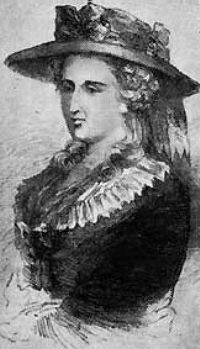
Retrato de Ann Radcliffe.

No entanto, enquanto as obras de Fanny Burney e Maria Edgeworth se insinuam na trama do romance, dando-lhe o caráter de “romance de aprendizagem”, marcando a passagem da heroína para a fase adulta, é a Ann Radcliffe, e mais particularmente às suas obras A Sicilian Romance, The Romance of the Forest e Les Mystères d'Udolphe, que se deve o toque gótico que particulariza o romance. E é justamente a esses três livros que Henry Tilney faz alusão quando descreve as aventuras que esperam inevitavelmente os personagens de romances góticos.
Tais obras servem como exemplo para a análise da influência de Ann Radcliffe, Horace Walpole e outros autores: em vez de descrever, narrador onisciente, a seqüência de eventos e as ações do "vilão" do romance, a situação é apresentada pela visão subjetiva, através dos olhos da heroína. Esta, isolada, rodeada por inimigos ou falsos amigos, refugia-se em um grande edifício (em geral um castelo gótico...) que, à luz do dia, oferece um abrigo dos perigos externos, mas, depois do anoitecer, torna-se estranho e hostil, evocando alguns desenhos fantásticos de Piranesi. Então, a heroína mostra suas qualidades de senhora, à meia-noite, na exploração das escuras passagens que levam aos lugares ignorados e secretos do castelo do tirano. Depois de uma busca completa dos terrores reprimidos, descobre finalmente um misterioso objeto – um punhal, retratos evocando segredos de família, ou algum baú gigantesco contendo talvez algum esqueleto – a verdadeira "chave" que explica e desvenda os mistérios do passado...

## Tema

### Leitura

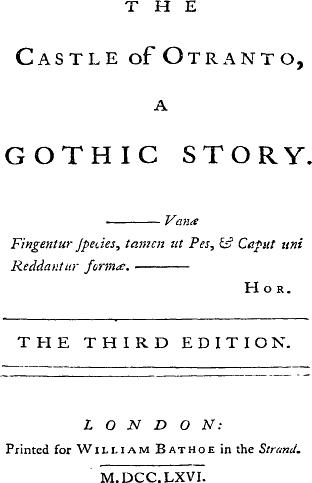
Página de abertura de Le Château d'Otrante, de Horace Walpole.

A leitura, especificamente a de romances, aparece como um tema importante, se não o tema principal, de Northanger Abbey, desempenhando várias funções: distração apaixonante, então um centro de interesse, ainda pouco desenvolvido por causa da reputação mal estabelecida dos romances. Também é um caminho iniciático, uma opção para as jovens mentes se abrirem ao mundo, ajudando na diferenciação gradativa entre realidade e ficção, como, por exemplo, reconhecer uma amizade real e não apenas aparente.

#### Romance gótico
Northanger Abbey é geralmente citado pelo tratamento de paródia que faz dos romances góticos, então um dos gêneros em voga, visando entreter o leitor com um prazer apavorante. Tal sentimento tem apoio no ambiente apresentado (um velho castelo, como o Le Château d'Otrante, ou uma velha abadia, situada em um local lúgubre), além de uma intriga dramática, fértil em reviravoltas (L'Orpheline du Rhin) e recorrendo frequentemente ao sobrenatural (The Necromancer); além destas características, personagens emblemáticas: o mange demoníaco (The Monk, The Midnight Bell), o sombrio e atormentado "vilão" que persegue a heroína (Montoni em Les Mystères d'Udolphe, ou o conde Manfred em Le Château d'Otrante. Tal heroína seria, por exemplo em Les Mystères d'Udolphe, a bela Emily St. Aubert, salva pelo herói Valancourt. Todos estes temas e esses personagens bem conhecidos dos contemporâneos de Jane Austen, constituem o quadro de Northanger Abbey.
De forma um tanto anedótica, Northanger Abbey estabelece uma antologia seletiva dos romances góticos da época. Isabella Thorpe, a amiga de Catherine Morland, revela uma lista relevante de sete "romances abomináveis" em seu pequeno caderno de anotações, lista que ela calorosamente recomenda à sua amiga Catherine. Os romances em questão foram formalmente identificados em 1927 por Michael Sadleir e reeditados em 1968 The Folio Society sob o título The Northanger Set of Jane Austen Horrid Novels. São eles:
- The Midnight Bell (1798), de Francis Lathom;
- The Castle of Wolfenbach (1793), de Mrs Eliza Parsons;
- Clermont (1798), de Regina Maria Roche;
- The Mysterious Warning – que é chamado erroneamente de Mysterious Warnings por Isabella Thorpe[13] – (1795), de Mrs Eliza Parsons;
- The Necromancer; or, The Tale of the Black Forest (1794), de Karl Friedrich Kahlert ;
- The Orphan of the Rhine (1798), d'Eleanor Sleath;
- Horrid Mysteries (1796), de Karl Grosse

Esta lista é frequentemente citada, pois representa a quintessência da novela gótica mais assustadora, e a seleção foi feita por Jane Austen. É também uma lista dos melhores títulos do gênero da Minerva Press, fundada em 1790 por William Lane, cuja especialidade corresponde aos romances góticos "horríveis", destinado a um público feminino de classe média: de fato, seis dos sete romances citados foram publicados pela Minerva Press, sendo a única exceção The Midnight Bell.

#### Romance de aprendizagem

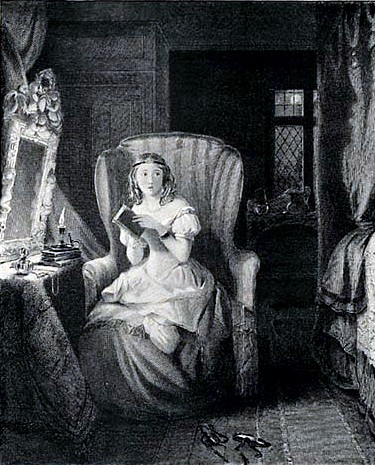
A adolescente «Catherine Morland, lendo Les Mystères d'Udolphe» à luz da vela (Northanger Abbey, 1833).

Northanger Abbey apresenta características de um romance de aprendizagem, em que o herói ou heroína passam da adolescência para a idade adulta seguindo um caminho de aprendizagem. Através dos eventos, decepções, da confiança traída, Catherine Morland descobre a realidade da vida, aprende a reconhecer a verdadeira amizade e a distinguir as armadilhas da aparência, aprendendo no final que a vida real não se processa de acordo com as convenções da literatura que ela tanto ama. Em vários dos livros mencionados em Northanger Abbey, como Camilla e Cecilia, de Fanny Burney, Belinda, de Maria Edgeworth, ou The History of Sir Charles Grandison, de Richardson, apresenta-se igualmente o tema da perigosa entrada no mundo dos adultos de uma heroína vulnerável e inexperiente. Os romances góticos de Ann Radcliffe que servem de pano de fundo à Northanger Abbey – tais como Les Mystères d'Udolphe, The Romance of the Forest ou A Sicilian Romance usam recursos semelhantes, simplesmente amplificando os perigos que entravam o caminho da heroína para o mundo adulto. Não é tão fácil, porém, separar os aparentemente muito diferentes gêneros do romance gótico e dos romances de iniciação de Richardson e Fanny Burney.
Jane Austen se inspirou igualmente nos contos para crianças publicados por Maria Edgeworth em 1796, The Parent's Assistant, que ela apreciava pelo fato de prepararem as crianças para a realidade do mundo moderno, orientando-os para a economia de mercado, convidando-os a conhecer o verdadeiro valor das coisas, sem se ater apenas à sedução imediata (como no conto The Purple Jar). Austen apresenta a diversão e futilidade da Sra. Allen, de Isabella e até mesmo de Catherine, quando do cabelo que adorna sua cabeça, ou até mesmo a forma como Sra. Allen não deixa de notar a renda que decora o manto de sua amiga Sra. Thorpe, mostrando assim aos olhos do leitor o ridículo de elevar renda e musselina a uma posição de importância na ordem das coisas.

### Defesa do romance e dos romancistas

#### Contexto

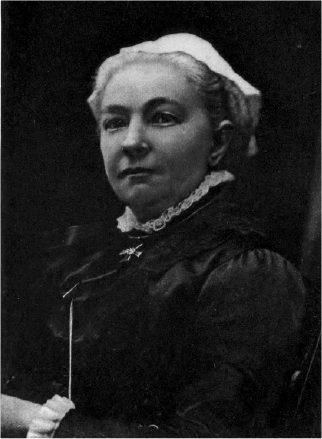
Margaret Oliphant faz em 1882 a defesa do romance feminino face à «nobre poesia» dos homens.

Em várias ocasiões, as obras de Austen tomam a defesa dos romances. Tal defesa é particularmente evidente em Northanger Abbey, através dos diálogos de Catherine Morland e Henry Tilney, e ao longo da trama, especialmente no fim do capítulo V (Jane Austen utiliza os mesmos termos que, mais tarde, utilizaria Margaret Oliphant).
Os romances estavam, então, em grande voga, especialmente entre as mulheres, cuja educação progredira consideravelmente no decurso do século XVIII. Tais obras são localizadas entre a origem desta evolução, entre 1692 e o final do século XVIII, quando a maioria dos romances era escrito por autores femininos. A cultura masculina do fim do século XVIII, compreendendo Swift ou Pope, vê com maus olhos a intrusão do espírito feminino na literatura, e um fácil jogo de palavras permitia a esses autores igualar as mulheres "publicadas" com "mulheres públicas", significando prostitutas. Muito gradualmente, até o fim do século XVIII, o romance passa a ser mais valorizado, especialmente com Clara Reeves e seu livro The Progress of Romance (1785), e depois com Joanna Baillie e William Godwin, precisamente na época em que Austen escreveu Northanger Abbey (1797-1798). Dessa forma, a defesa dos romances é, com Jane Austen, um fundamento para romancistas, haja vista serem eles próprios, muitas vezes, a denegrir o gênero: Maria Edgeworth, ao apresentar o romance Belinda, prefere classificá-lo como um "conto moral".
Margaret Oliphant faz em 1882 a defesa do romance feminino face à "nobre poesia» dos homens", pois na época o romance não possuía a aura literária da poesia, gênero nobre por excelência. Além disso, Oliphant, mãe de cinco filhos, historiadora e ensaísta, observa em 1882 que, se a cultura britânica celebra homens famosos por serem a origem do fluxo da poesia nobre na virada dos séculos XVIII e XIX, "negligencia o surgimento repentino, na mesma época, de uma forma puramente feminina de gênio literário” .

#### Análise do capítulo V
Ao longo do capítulo V, a amizade mais se fortalece entre Catherine Morland e Isabella Thorpe, traduzindo-se pelo fato de que ambas se isolam para ler romances. E acrescenta, em um apelo da própria narradora: “(...) não vou adotar o costume imprudente e mesquinho, tão comum entre autores de romances, de degradar, com censura insolente, as obras que eles mesmos estão ajudando a multiplicar”. Nesta defesa dos romances onde toma posição, Jane Austen cita apenas aqueles que tem em alta estima, Cecilia e Camilla, de Fanny Burney e Belinda, de Maria Edgeworth. Mas Ann Radcliffe não é admitida neste patamar.

### Lugares e modos de vida

#### Bath
Os “Assembly Rooms”, planejados por John Wood em 1769, são um conjunto elegante de "Quartos de férias", localizado no coração da parte histórica de Bath, Somerset, Inglaterra e hoje estão abertos ao público como um local turístico.

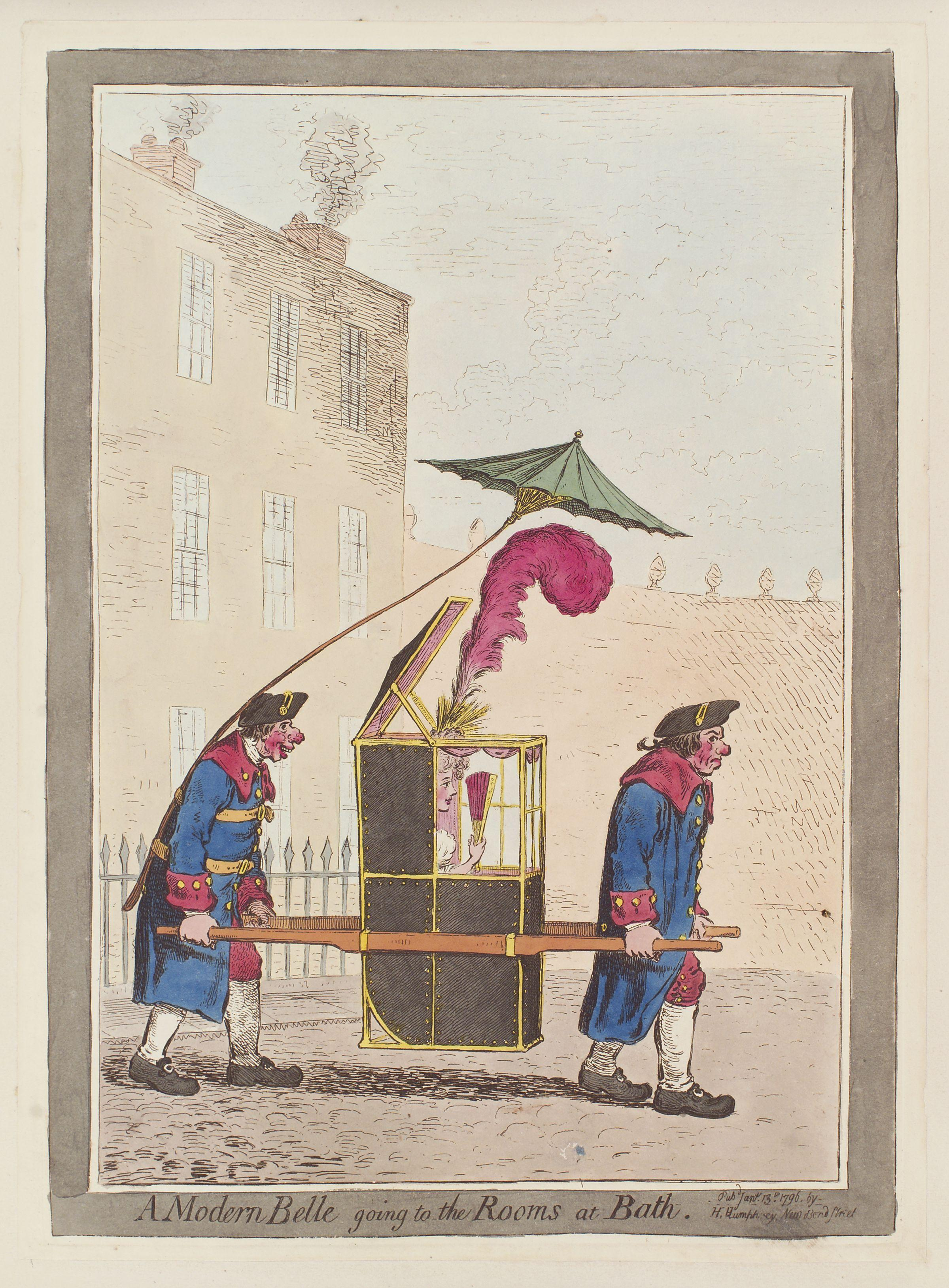
Elegantes visitando os “Assembly Rooms”, de Bath, onde Jane Austen começou a escrever Susan, futuramente Northanger Abbey (caricatura de James Gillray, de 1796).

Apesar do título Northanger Abbey, a ação do romance não se passa inteiramente na abadia, mas em Bath, onde Catherine Morland permanece a maior parte do tempo, só chegando à abadia posteriormente. Ao comprometer-se com a escrita de Susan, Jane Austen passara algumas semanas em Bath, com sua mãe e sua irmã Cassandra, no final do ano de 1797. Lá, hospedaram-se na casa do irmão da Sra. Austen e sua esposa, Sr. e Sra. Leigh-Perrot, que costumavam passar os meses de inverno numa alta moradia, localizada no nº 1 do Paragon Buildings, com vista para o Vale do Avon. Jane Austen e Cassandra se instalam em Bath quando seu pai, no final de 1800, decidiu ir para lá após a aposentadoria. Sem dúvida, esta segunda estadia contribui para uma visão um pouco diferente de Bath em outro romance de Jane Austen, Persuasão.
Bath é uma cidade turística, mas seu desenvolvimento na época de Northanger Abbey foi amplamente baseado na visita, por motivos de saúde, de Ana da Grã-Bretanha (1665-1714), no Século XVIII. Também é desta época Richard "Beau" Nash (1674-1762), que logo se tornaria o mestre da moda. No final do século XVIII, no entanto, Bath já inicia seu declínio, por causa de "novos ricos" e da classe média que fora atraída pela sua reputação.

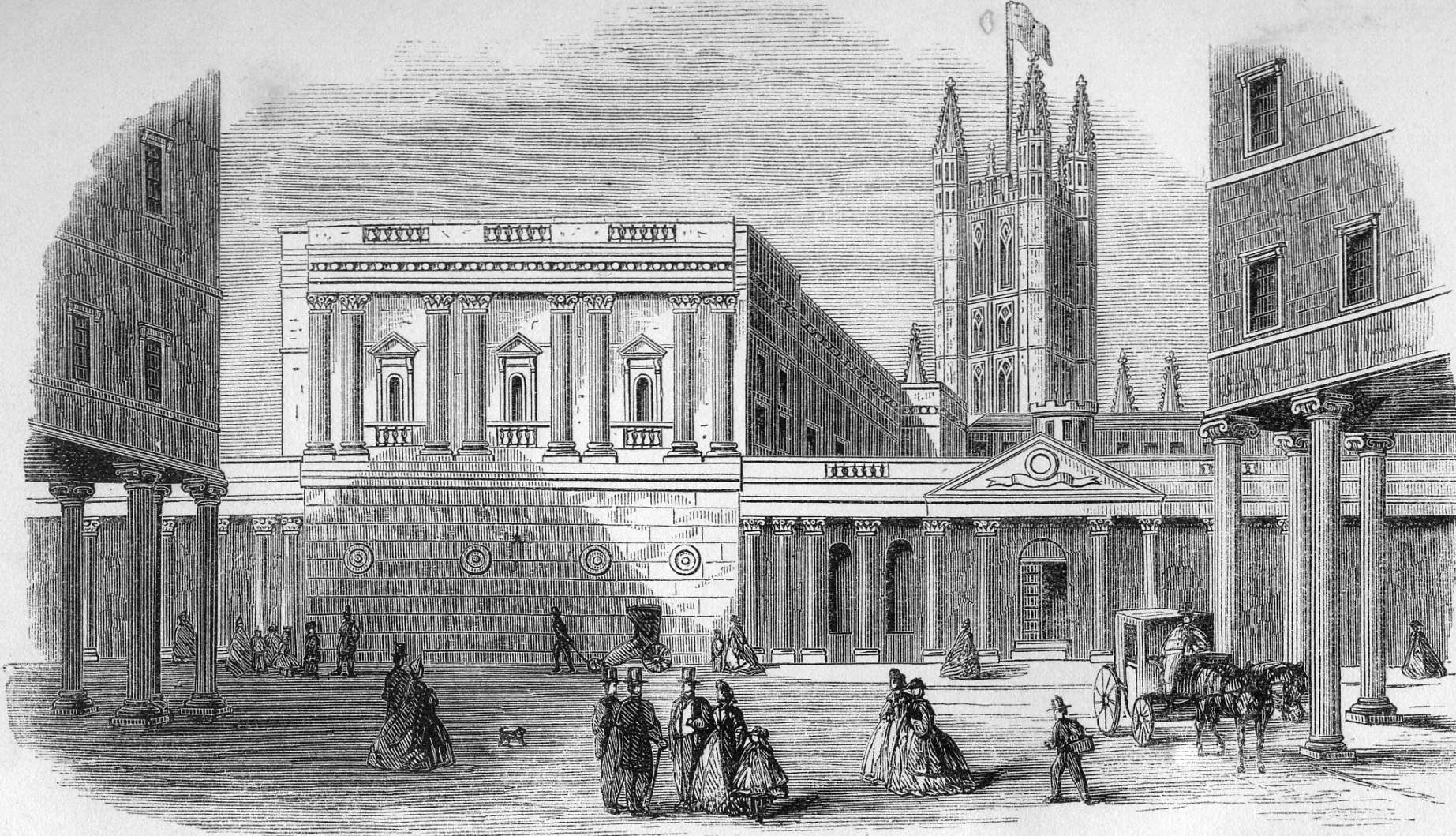
A entrada da Pump Room e o exterior das Termas romanas de Bath, situadas ao lado. Os Lower Rooms estão a 300 metros a leste, em direção ao Avon

É justamente nesse contexto que os Allen, acompanhantes de Catherine, vêm se instalar, a princípio por seis semanas, em uma confortável casa de Great Pulteney Street, recém construída a leste do Avon, que o separa do centro de Bath. Em sua primeira saída para o mundo, Catherine se rende às Assembly Rooms de Bath, situadas em Bennet Street, ao norte da cidade, perto da majestosa praça The Circus. Lá, ela descobre a agitação mundana da cidade, vai ao Upper Rooms e percebe não ter nenhum par que a acompanhe à pista de dança. Mais tarde, nos Lower Rooms, ao sul da cidade, não longe dos Pump Rooms, ela finalmente dança com Henry Tilney. Os antigos Lower Rooms, localizados na área onde atualmente estão os Parade Gardens, foram destruídos por um incêndio em 1820.
Catherine Morland vai descobrindo aos poucos os lugares de Bath, e conhece a família Thorpe e a família Tilney, iniciando as intrigas do romance.

#### A Abadia de Northanger

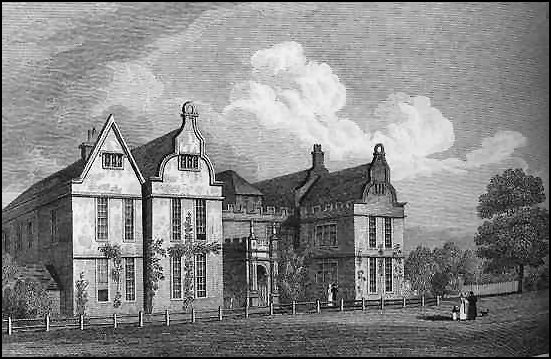
Velha abadia inglesa (antiga gravura de Delapre Abbey, em Northampton).

Enquanto Bath está ligado ao desenrolar do enredo do romance, em grande parte é na Abadia de Northanger que a segunda parte do romance se desenvolve.
A Abadia de Northanger, propriedade da família Tilney, constitui para Catherine Morland a realização de um sonho: que quadro mais bonito se pode imaginar para um romance gótico do que a velha Abadia? Como sugerido por Eleanor  a Catherine, a abadia fora um convento da época da Reforma Inglesa, adquirida por um antepassado de Tilney na Dissolução dos Mosteiros, no século XVII, e os seus nobres elementos estavam preservados quando Catherine Morland os conheceu. Após a dissolução, na verdade, muitos conventos foram reformados pelos seus novos proprietários para se tornarem residências, e Jane Austen estava provavelmente familizarizada com abadias convertidas, como a Abadia de Lacock, em Wiltshire, que visitara quando fora para Bath, com sua família, em 1797.

#### Vida moderna

##### Melhorias na Abadia de Northanger

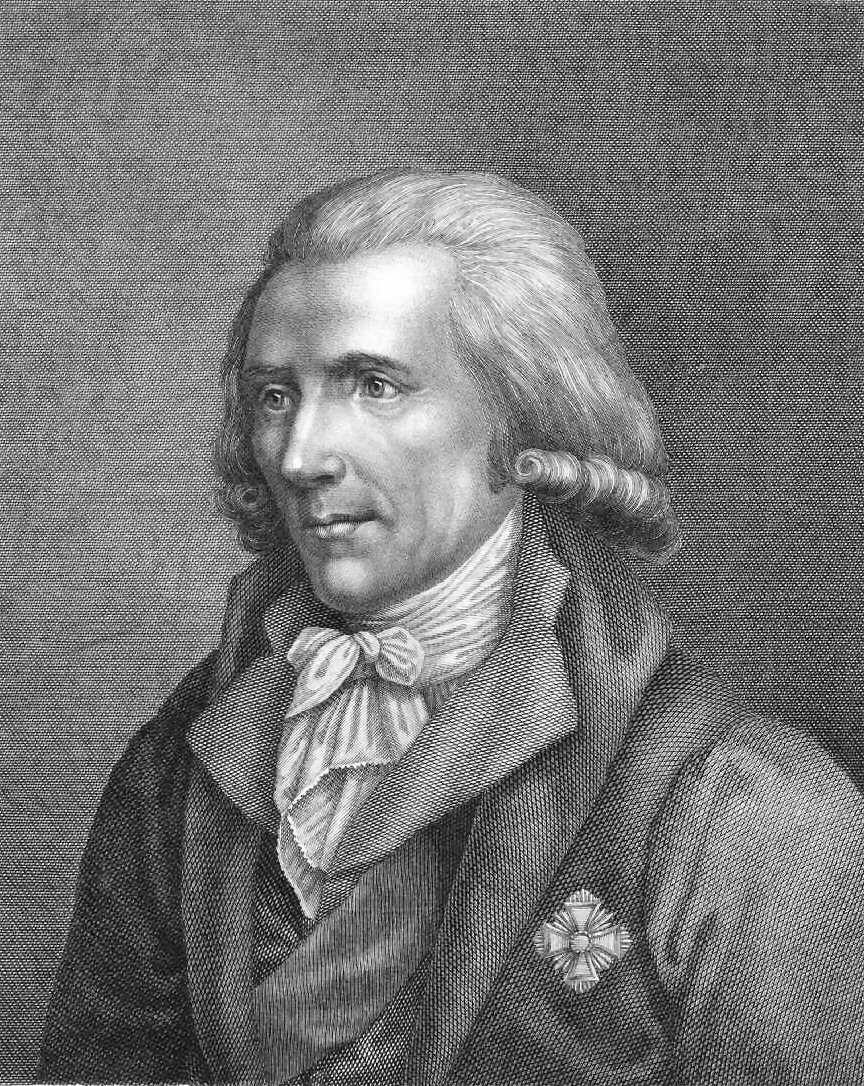
Benjamin Thompson inventa em 1796 a moderna lareira que Tilney instalara em Northanger.

Um dos argumentos usados por Brian Southam para sustentar a ideia de que Jane Austen mudara sinificativamente sua obra após 1803, e provavelmente em 1816, é vinculado à proximidade dos temas revelados entre Northanger Abbey e Sanditon, o último romance da autora, escrito, segundo ela, em 1817. Sanditon realmente desenvolve temas de um modernismo inesperado, evocando uma sociedade de consumo, onde o desenvolvimento imobiliário era pleno, e onde a especulação e o afluxo de turistas inflacionaram o mercado. Sem ir tão longe, Northanger Abbey aborda muitos aspectos modernos, nomeadamente através do general Tilney, grande amante das últimas tecnologias avançadas.
Para o desapontamento de Catherine, com efeito, a venerável Abadia de Northanger sofreu nas mãos de seu proprietário muitas mudanças tecnológicas com a função de "melhorias": a antiga e majestosa lareira esculpida, que esperava encontrar na sala de estar, foi substituído por um hall adaptado e sem fumaça, com um mecanismo inventado dois anos antes por Benjamin Thompson; as janelas, que o general afirmara terem sido preservadas em seu modelo gótico, ganharam amplas vidraças, com uma iluminação mais moderna, “a forma era gótica [...] – mas todas as vidraças eram tão grandes, tão claras, tão iluminadas! Para uma imaginação que ansiara por compartimentos minúsculos e pela mais pesada cantaria, por vidros pintados, sujeira e teias de aranha, a diferença era bastante penosa”..
O general Tilney adota o modernismo em outros domínios: cultiva frutos exóticos, em grandes estufas aquecidas, para que possam ser usados na mesa fora de temporada. Nas cozinhas, também há uma organização moderna, em detrimento do caráter antigo da casa. A busca sistemática de eficiência reflete que sua associação à aristocracia ganhara agora ideias do capitalismo.

##### Oposição entre ricos e pobres

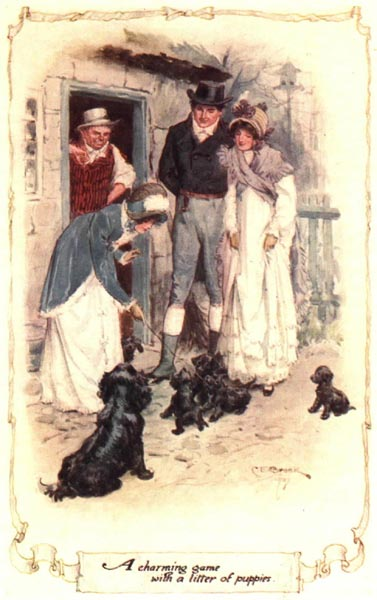
Catherine Morland, em visita ao presbitério de Henry, em Woodston, redescobre os prazeres simples da vida campestre, longe da aristocrática Abadia de Northanger.

De modo mais geral, Jane Austen opõe, em Northanger Abbey, o espírito modernista dos «melhoradores», na acepção dos verdadeiros valores tradicionais de Henry Tilney e Catherine Morland. Isso irá refletir no maior interesse pela vida em Woodston, aldeia cheia de vida, onde está o presbitério de Henry, em comparação com o moderno e frio conforto da Abadia de Northanger, renovada pelo general. O surgimento de uma rica aristocracia leva, em 1790, a uma correspondente privação dos habitantes do campo inglês: em particular o “Inclosure Acts”, de 1801, que interrompera a vida do mundo agrícola em muitas partes da Grã-Bretanha.

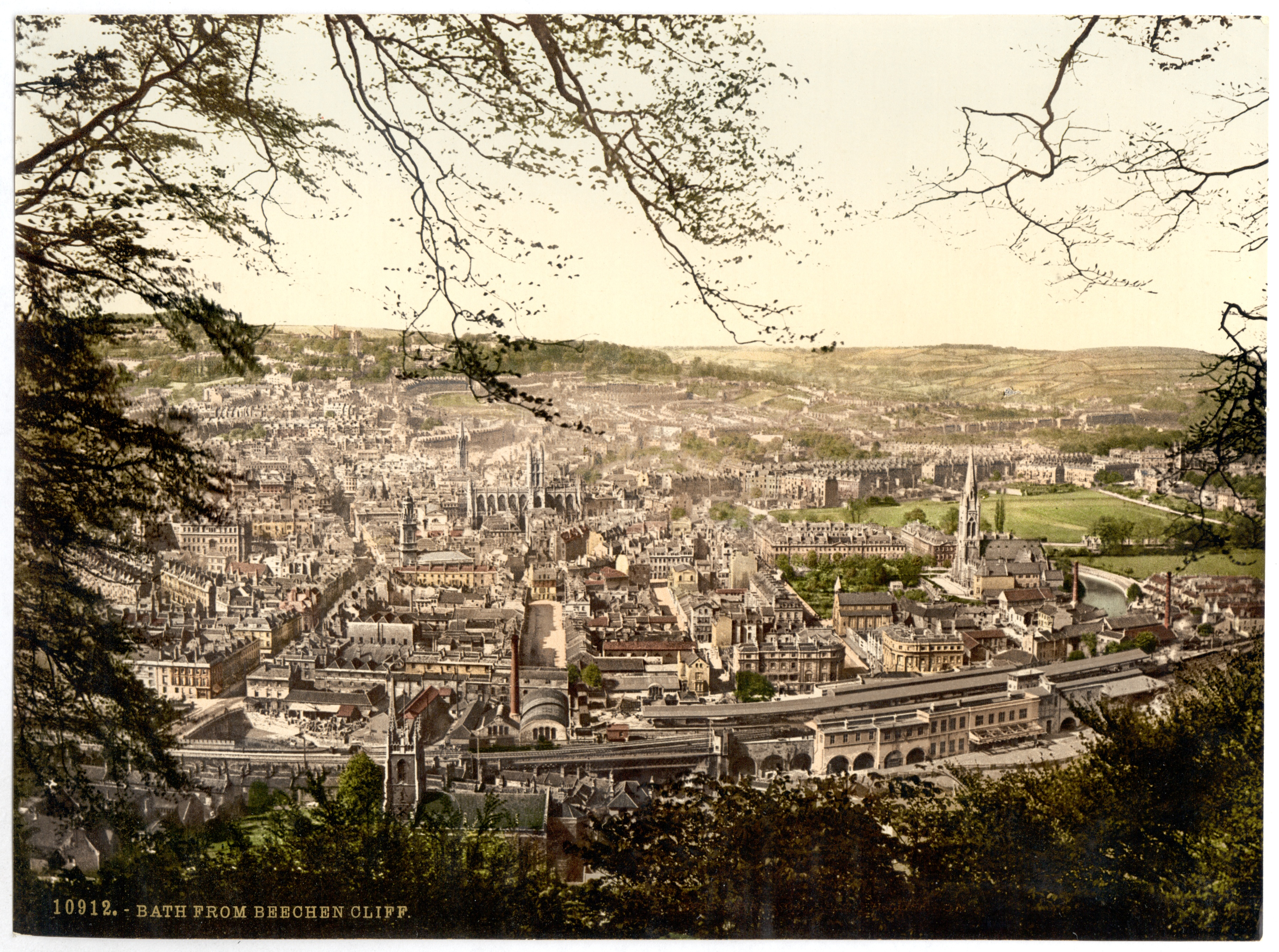
Bath, vista de Beechen Cliff (em 1900).

Contudo, esta questão do “Inclosure Acts” não fora a única a aquecer os espíritos da época: assim, em 1795, quatro anos antes de Jane Austen se dedicar a seu romance, uma má colheita oferecera a oportunidade de ricos fazendeiros e comerciantes de grãos aumentarem seus lucros, reduzindo ainda mais suas entregas de trigo, para elevar o preço do pão. Esta manobra especulativa, conhecida sob o nome de forestalling, que resultou na visível riqueza para alguns e na “fome” para outros, foi condenada por Lord Kenyon, Chefe da Justiça da Grã-Bretanha e dos países de Galles, como contrária ao direito consuetudinário.
Sobre esse pano de fundo é interpretada a oposição entre o general Tilney, rico proprietário de terras, amante da modernidade, mas egoísta e calculista, e seu filho, o clérigo benevolente de uma aldeia hospedada pela indústria dos seus habitantes, em uma paisagem viva e variada (que é designada, então, pela expressão well-connected landscape). Essas questões políticas são evocadas por Henry Tilney no fim do passeio à Beechen Cliff, quando a vista sobre a paisagem lhe dá a oportunidade de passar das florestas de carvalho para as cercas que os rodeiam (inclosure), para as terras da Coroa e, finalmente, para qualquer política em geral.

### Casamento

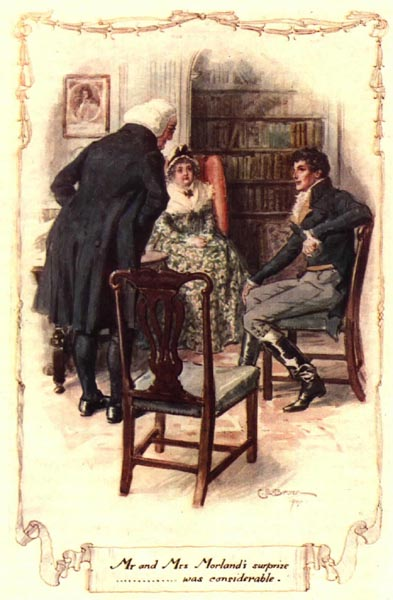
Henry Tilney pede a mão de Catherine a seus pais, sob grande surpresa.

Se o casamento de amor triunfa em Northanger Abbey, com a união de Catherine e Henry, permitindo o de Eleanor e seu pretendente de longa data, este é o primeiro e independente do dinheiro, que parece ser o propulsor do casamento para os outros protagonistas da novela, em particular para o general Tilney, totalmente desprovido de romantismo e puramente mercenário sobre a abordagem do casamento. Apesar de muito rico, o dinheiro é o derradeiro desafio para ele: ele trata Catherine com polidez excessiva quando acredita que ela é rica, mas quando descobre através de John Thorpe que, na verdade, não teria nenhuma esperança de dote, um pânico real toma conta dele. O General Tilney também coloca suas ideias em aplicação por conta própria, desde que se casou com sua esposa sem amor, apenas pelo seu dinheiro.
Por seu lado, Isabella e John Thorpe também têm uma visão muito mercenária do casamento; isto é aparente no caso de Isabella e torna-se evidente com seu irmão, quando o percebemos com divagações financeiras inspiradas na situação de Catherine Morland.

### Northanger Abbey, um romance policial a desvendar

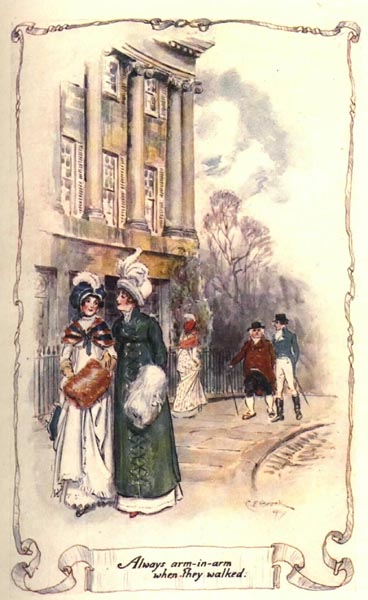
Catherine em Bath, na companhia de Isabella Thorpe, a «falsa amiga».

Destaca-se o caráter de "romance policial sem policial" (uma história de detetive sem um detetive) de Emma. Em menor grau, destaca-se essa mesma característica em Northanger Abbey. Na verdade, ele pode ser o objeto de uma releitura, considerando-se as pistas reveladas ao longo do romance.
Assim é o papel da família Thorpe e suas motivações, que permitem uma releitura mais bem-sucedida, considerando-se as fantasias de John Thorpe sobre a riqueza potencial de Catherine Morland, como sendo ela a única herdeira dos Allen. O interesse que ele manifesta, de maneira grosseira e sem grande disfarce, pela rica herdeira que imagina em Catherine, não é como o fruto de seus próprios pensamentos? Não é esse o interesse de sua irmã Isabella, e até de sua mãe?. Os jovens Thorpe, portanto, órfãos de pai, são pobres e sem dote em busca de um bom casamento para ambos. É realmente por uma feliz coincidência as três jovens Thorpe e sua mãe chegarem em Bath ao mesmo tempo que os Allen de Fullerton – ricos amigos da Sra. Thorpe e seus filhos – acompanhados de sua protegida Catherine? É coincidência que John Thorpe chega a Bath em companhia de seu amigo James Morland, que tanto falara de sua irmã Catherine e do interesse dos Allen para com ela, quando os Thorpe o receberam em Putney para o feriado de Natal? E até mesmo é por acaso que em primeiro lugar John Thorpe tenha feito amizade em Oxford com uma outra pessoa de Fullerton, James Morland? E como não poderia se deixar de notar com surpresa o interesse imediato que reflete a jovem Isabella para com Catherine e sua presença constante, ao longo de "oito ou nove dias" antes da chegada de seu irmão John?
Na primeira parte do romance, Isabella aparece, portanto, como uma formidável conspiradora, que não hesita em pôr em risco a felicidade de sua "amiga" Catherine, buscando constantemente deixá-la longe de Tilney, para o benefício de John, apesar de a fixação de Catherine por Henry lhe ser bem conhecida.

## Estilo

### Paródia

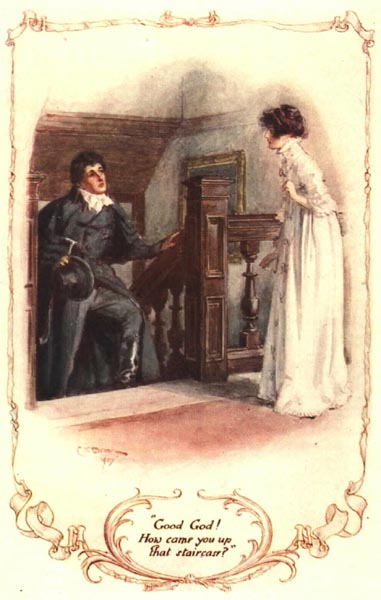
Catherine Morland, surpreendida em sua exploração da abadia pelo retorno imprevisto de Henry Tilney.

De todos os romances de Jane Austen, Northanger Abbey é aquele cujo aspecto de paródia é mais importante. A obra é sobretudo hoje conhecida pelo seu tratamento para com os romances góticos, e traz mais a vibrante zombaria paródica da adolescente Jane Austen do que os grandes romances realistas de sua maturidade, tais como Mansfield Park, Emma ou Persuasão.
Jane Austen parodia abertamente os romances góticos em três passagens específicas:
Uma das passagens ocorre durante a primeira alegria violenta que toma conta de Catherine, quando ela compreende o que é capaz de viver numa abadia gótica, um ambiente ideal para uma aventura verdadeiramente romântica: então pensa em voz alta, evocando as suas expectativas neste lugar mágico, com seus longos corredores e paredes úmidas, sua capela em ruínas, e, talvez também, a chance de adentrar em alguma lenda do passado, ou mesmo "terríveis memórias da presença de alguma freira ferida no destino trágico".
Das palavras de Henry Tilney, neste momento, está a passagem que expõe Catherine, com um prazer lúdico, ante os "horrores" que provavelmente contém a antiga Abadia, casa isolada, enorme e cheia de trevas, que não podem ser atribuídas para o outro extremo da casa, “um retrato que exerce sobre você uma fascinação incompreensível, a tal ponto que não é possível desviar os olhos, ou uma porta que você vai descobrir, com um terror renovado, que não pode ser fechada". E Henry continua então, mediante o interesse de Catherine, a imaginar as aventuras que lhe trará a Abadia de Northanger, até o momento em que ela retorna para seu quarto após descobrir um manuscrito valioso nas entranhas da Abadia, “sua lâmpada de repente expira na tomada e deixa você na escuridão total”. Todas as aventuras imaginárias que podem reforçar a segurança de Catherine, e que aguardam terrores maravilhosos, assim como a descrição de Henry em todos os seus aspectos estão de acordo com a abordagem de Ann Radcliffe do romance gótico.
Ponto relevante, finalmente, das aventuras góticas, é a aplicação da teoria por Catherine. Após uma primeira busca, realizada à noite em seu quarto, que a pode levar a um resultado decepcionante, Catherine estabelece argumentos para provar que o general é maléfico, assassino de sua esposa, coisa que ela acredita ter adivinhado. Depois de submeter Eleanor a um fogo de perguntas sobre sua mãe, ela começa, então, uma exploração que leva aos apartamentos, claros e sem mistérios, da falecida. Suas suspeitas, quando são percebidas, recebem um verdadeiro sermão de Henry Tilney, que a surpreende no topo das escadas. Catherine, vermelha de vergonha, percebe que assimilou certos caracteres dos arquétipos dos romances que ela leu, e que perdeu qualquer espírito crítico, abandonando-se à imaginação mais extravagante.

### Jogo de papéis
O romance de Jane Austen segue maliciosamente conforme o cânone do romance gótico, através de cada um dos personagens, adequando-se às funções clássicas destes romances. Há, naturalmente, a própria heroína, Catherine Morland. Jane Austen mostra rapidamente, logo nas primeiras páginas, o mal que a garota assimila, pelo fato de aos seus quinze anos ser tão pouco preparada. Este é o centro do romance, através dos olhos do leitor, que vê a se desenrolar trama. Por sua parte, Henry Tilney encarna o herói cheio de mistério, que se empenhará em salvá-la.
Se o general Tilney é a transposição do "vilão" Montoni de Les Mystères d'Udolphe de Ann Radcliffe, papel que lhe é atribuído explicitamente por Catherine Morland, há também a figura do "raptor", que envolve a heroína, apesar de sua resistência; em Northanger Abbey esse personagem é John Thorpe, que leva Catherine contra a sua vontade em uma excursão distante, ao galope de seu cavalo. Sua irmã Isabella, por outro lado, aparece no papel de "falsa amiga", incluindo os reiterados protestos de amizade no início, abusando da credulidade da heroína.
No entanto, a fronteira entre as características góticas e a realidade às vezes é bastante teórica: foi observado que a única "evidência" que é oferecida da inocência do General Tilney é o seguinte argumento de Henry à Catherine: “Lembre-se de que somos ingleses, de que somos cristãos. (...) É possível que (tais atrocidades) sejam perpetradas e permaneçam ignoradas, num país como esse (...)?”.
Tudo repousa sobre o fato de que Henry Tilney parece assumir o papel de “porta-voz de Jane Austen” . Também foi observado que a idade de Henry Tilney estava muito próxima à de Jane Austen, quando ela escreve o romance (tinha 24 anos em 1799).

### Ironia
Mais do que em seus outros romances - porque Northanger Abbey, obra da juventude de Austen, está mais próximo ao tom de Juvenilia - o bom humor e a ironia constante estão presentes no romance, mas atingem todos os da primeira fase. Assim, pode ser classificado rapidamente, como de um humor burlesco, inconsciente. Em outros momentos, as classificações são mais mordazes, indo para o tom de humor negro. Logo na primeira página, aprendemos, por exemplo, que a Sra. Morland teve três filhos antes do nascimento de Catherine: “Ela tivera três filhos antes do nascimento de Catherine, e em vez de morrer ao trazer esta última ao mundo, como seria de se esperar, seguiu vivendo – viveu para ter mais seis crianças”.
Da mesma forma, é com ironia que Jane Austen sublinha a ingenuidade de Catherine, quando acredita cegamente em sua amiga Isabella na ocasião em que ela expressa o amor por seu irmão, James Morland: “continuou Isabella, '(...) pensei que jamais tinha visto alguém tão bonito antes'. Aqui, Catherine reconheceu secretamente o poder do amor, pois, embora adorasse muitíssimo seu irmão, (...) nunca em sua vida o julgara bonito”.
A sabedoria e o conhecimento adquiridos por Catherine Morland na leitura dos romances góticos são também objeto de uma nota irônica da autora: “Bem versada na arte de esconder tesouros, não se esqueceu da possibilidade de que existissem revestimentos falsos nas gavetas, e tateou cada uma delas com ansioso zelo, em vão”.
Tanto a impaciência febril que demonstra Catherine, quanto seu enorme desejo de visitar Woodston, a aldeia onde se encontra o presbitério de Henry Tilney, ambos Jane Austen contrasta com o curso imprudente dos dias: “pois chegou, (a quarta-feira), exatamente quando se poderia esperar que chegasse”.

### Discurso indireto livre

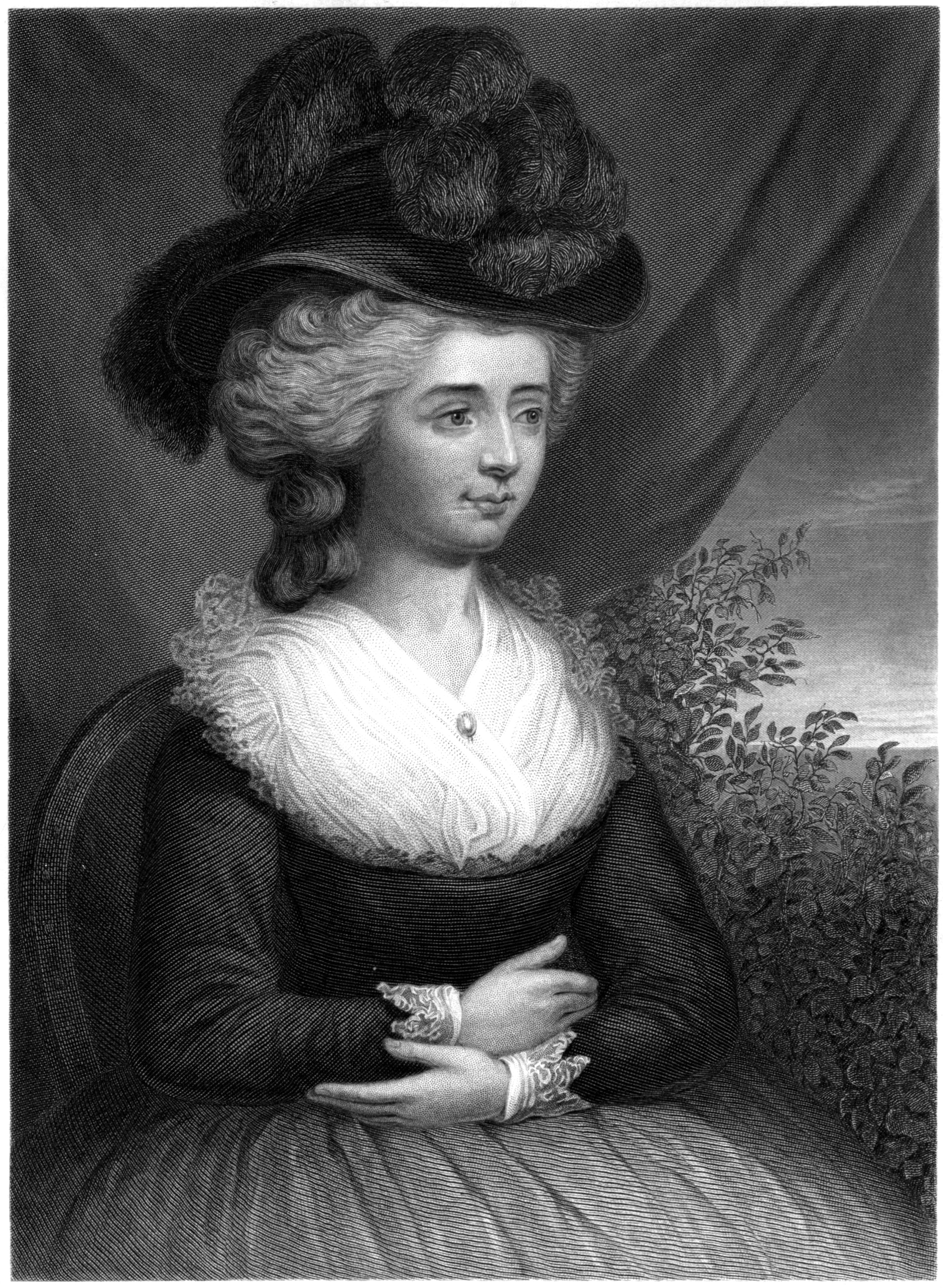
Fanny Burney, pioneira do discurso indireto livre, em 1782, na época de seu livro Cecilia.

O primeiro dos grandes romances de Jane Austen, Northanger Abbey ao mesmo tempo é um romance de juventude, onde a autora ainda busca o seu estilo. Ela experimenta várias formas de narrativa, que às vezes se misturam, criando uma sensação de confusão ou perplexidade.
A. Walton Litz sublinha a impressão de que Jane Austen, na maioria das vezes, parece expressar sua opinião através da voz de Henry Tilney, e isso acontece na fala direta (intrusão do autor na narrativa), ou mesmo na ironia de Henry. A percepção do lugar do romance é afetada, de forma que o leitor a perceba como "chocante". Outras vezes, Jane Austen usa o que se tornaria uma das marcas de seu estilo, o discurso indireto livre: uma narrativa cuja característica é a não utilização do verbo introdutório ("falar", "dizer" ou "pensar"), apresentando livremente e sem intermediários os pensamentos dos personagens. Jane Austen faz, por exemplo, sua heroína Catherine Morland pensar em voz alta, durante suas voltas de frenética imaginação pela Abadia, em lugares escondidos e dramáticas sombras, entre a gótica extravagância que ela tanto aprecia: “O sangue de Catherine gelou com as pavorosas sugestões que emanaram naturalmente de tais palavras. Seria possível? Poderia o pai de Henry…? E contudo eram tanto os exemplos que justificavam até mesmo as mais negras suspeitas!”. Além disso, o discurso indireto livre permite frases incompletas e cortes, para explicar a emoção de Catherine, cujas ideias batem umas contra as outras. Esta forma de narrativa é emprestada das fábulas de Jean de la Fontaine, e foi introduzida, como recorda Margaret Anne Doody, na literatura inglesa por Fanny Burney e algumas outras mulheres escritoras no final do século XVIII .
O estilo indireto livre, pelo seu segmento, poderia ser visto como uma forma de ironia, na medida em que o autor pretenda aderir às palavras do personagem; por outro lado, também pode ser visto como um sinal de simpatia ou de empatia com o leitor. Esse tom irônico é evidente em Northanger Abbey, onde Jane Austen dá livre curso à imaginação juvenil de Catherine Morland.

## Adaptações para a tela
Embora tenha havido várias adaptações de rádio pela BBC desde 1949 e muitas adaptações teatrais, a primeira, por Miss Rosina Filippi, data de 1895, a mais recente em 2008, pela Dorset Corset Theatre Company, há apenas duas adaptações para a tela:
- 2018 : Orgulho e Paixão (novela). A personagem Cecília, interpretada por Anaju Dorigon, é inspirada no livro
- 2007 : Northanger Abbey[49], telefilme de Jon Jones para a ITV1, com Felicity Jones no papel de Catherine Morland e J.J. Feild no papel de Henry Tilney;
- 1986 : Northanger Abbey[50], filme de 88 min de Giles Foster, com Katharine Schlesinger no papel de Catherine Morland e Peter Firth no papel de Henry Tilney, estreando em 15 de fevereiro de 1987 pela BBC, na transmissão de Screen Two.

## Traduções para a língua portuguesa
- Lêdo Ivo - A Abadia de Northanger, tradução de 1944 para a Editora Pan-americana, Rio de Janeiro[3]. Posteriormente publicada, essa mesma tradução, pela Livraria Francisco Alves, nos "Clássicos Francisco Alves" (1982). Com a introdução: “A causa de Jane Austen”, de Lêdo Ivo.
- Rodrigo Breunig  - A Abadia de Northanger, pela L&PM, em 2011[51], pela Coleção L&PM Pocket, volume 978, com apresentação de Ivo Barroso, 272 páginas, ISBN 978-85-254-2464-8.
- Eduardo Furtado – A Abadia de Northanger, pela Landmark, Brasil, 2009 (1ª edição), em edição bilíngue, 288 páginas, ISBN 9788588781443.
- Roberto Leal Ferreira – A Abadia de Northanger, pela Martin Claret, Brasil, "Coleção Clássicos de Bolso", 2010.
- Julia Romeu – A Abadia de Northanger, Edições BestBolso, Brasil, 2011.
- Luiza Mascarenhas – A Abadia de Northanger, Mem Martins: Europa-América, Portugal, 2004. "Coleção Clássicos", volume 87. ISBN 972-1-05431-3.
- Maria Fernanda – O Mistério de Northanger, Lisboa: Editora Romano Torres, 1956. Coleção “Obras Escolhidas de Autores Escolhidos”, volume 37[52].
- O Mosteiro de Northanger, Porto: Livraria Civilização, 1963, tradução n.c.[53][54].
- Madalena Donas-Botto – A Abadia de Northanger, Lisboa: Editora Portugália, Coleção "Biblioteca das Raparigas", volume 3. A 1ª edição foi em 1943[2], e houve edições em 1954, 1963 e 1970.
- Mafalda Dias – A Abadia de Northanger, Matosinhos: Book it, 2011 (1ª edição). Revisão de Sandra Lopes. "Coleção Clássicos da Literatura Universal". ISBN 978-989-8362-58-2.